# Pribić
Pribić is een plaats in de gemeente Krašić in de Kroatische provincie Zagreb. De plaats telt 319 inwoners (2001).